# الدوري الفنلندي لكرة السلة 2017–18
الدوري الفنلندي لكرة السلة 2017–18 (بالفنلندية: Korisliiga-kausi 2017–2018) هو موسم من الدوري الفنلندي لكرة السلة. أشرف على تنظيمه الدوري الفنلندي لكرة السلة، وفاز فيه Kauhajoki Karhu Basket ‏.